# مگان تاپر
مگان تاپر (انگلیسی: Megan Tapper؛ زادهٔ ۱۸ مارس ۱۹۹۴) دونده سرعت اهل جامائیکا است.
وی در مسابقات کشوری و بین‌المللی در مجموع برندهٔ ۲ مدال برنز شده‌است.